# 纳尔萨普尔
纳尔萨普尔（Narsapur），是印度安得拉邦West Godavari县的一个城镇。总人口58508（2001年）。

## 人口
该地2001年总人口58508人，其中男性28887人，女性29621人；0—6岁人口6189人，其中男3131人，女3058人；识字率74.76%，其中男性为78.28%，女性为71.33%。